# Índice de pobreza multidimensional
El índice de pobreza multidimensional (IPM) o índice multidimensional de pobreza (IMP), en inglés: multidimensional poverty index o MPI, es un índice de pobreza estadístico sobre la situación de las personas por países, elaborado desde 2010.
El IPM es elaborado por el Programa de las Naciones Unidas para el Desarrollo (PNUD) de la Organización de las Naciones Unidas (ONU) en colaboración con la OPHI (Oxford Poverty & Human Development Initiative, Iniciativa de Pobreza y Desarrollo Humano de Oxford), y se presentó en el vigésimo aniversario del "Informe Anual Mundial sobre el Desarrollo Humano" del PNUD.

## Índice de pobreza multidimensional
Desde 2010, el nuevo índice de pobreza multidimensional (IPM) sustituye a los Índices de Pobreza Humana (IPH e IPH-1/IPH-2).
El informe incluye parámetros de ingresos junto con otros tipos de privaciones que afectan la vida de las personas. El índice muestra la índole y la intensidad de la pobreza a nivel individual en tres aspectos básicos: la educación, la salud (sanidad) y el nivel de vida en 10 indicadores.

## Índices anteriores de pobreza del PNUD
El IPM sustituye a dos indicadores de pobreza anteriores:
- Índice de pobreza humana para países en desarrollo (IPH 1):[3] índice de pobreza humana para países en desarrollo (elaborado a partir de 1998).
- Índice de pobreza humana para países de la OCDE seleccionados (IPH 2): índice de pobreza humana para países de la OCDE seleccionados (elaborado a partir de 1998).[2]

### Indicadores o parámetros
Los siguientes 10 indicadores (agrupados en los 3 aspectos básicos) se usan para calcular el IPM:
Hay 10 parámetros o indicadores con una ponderación distinta según el grupo, 1/6 para los parámetros de educación y salud y 1/18 para los de calidad de vida.
- Educación (ponderación de los parámetros 1 y 2 de 1/6).

1. Años de escolarización: sin acceso, o si ningún miembro del hogar ha completado cinco años de escolaridad
2. Niños escolarizados: sin acceso, o si los infantes en edad escolar no asisten a la escuela

- Asistencia sanitaria - salud (ponderación de los parámetros 3 y 4 de 1/6).

1. Mortalidad infantil: si un infante ha muerto en la familia
2. Nutrición: sin acceso, o si un adulto o niño está desnutrido

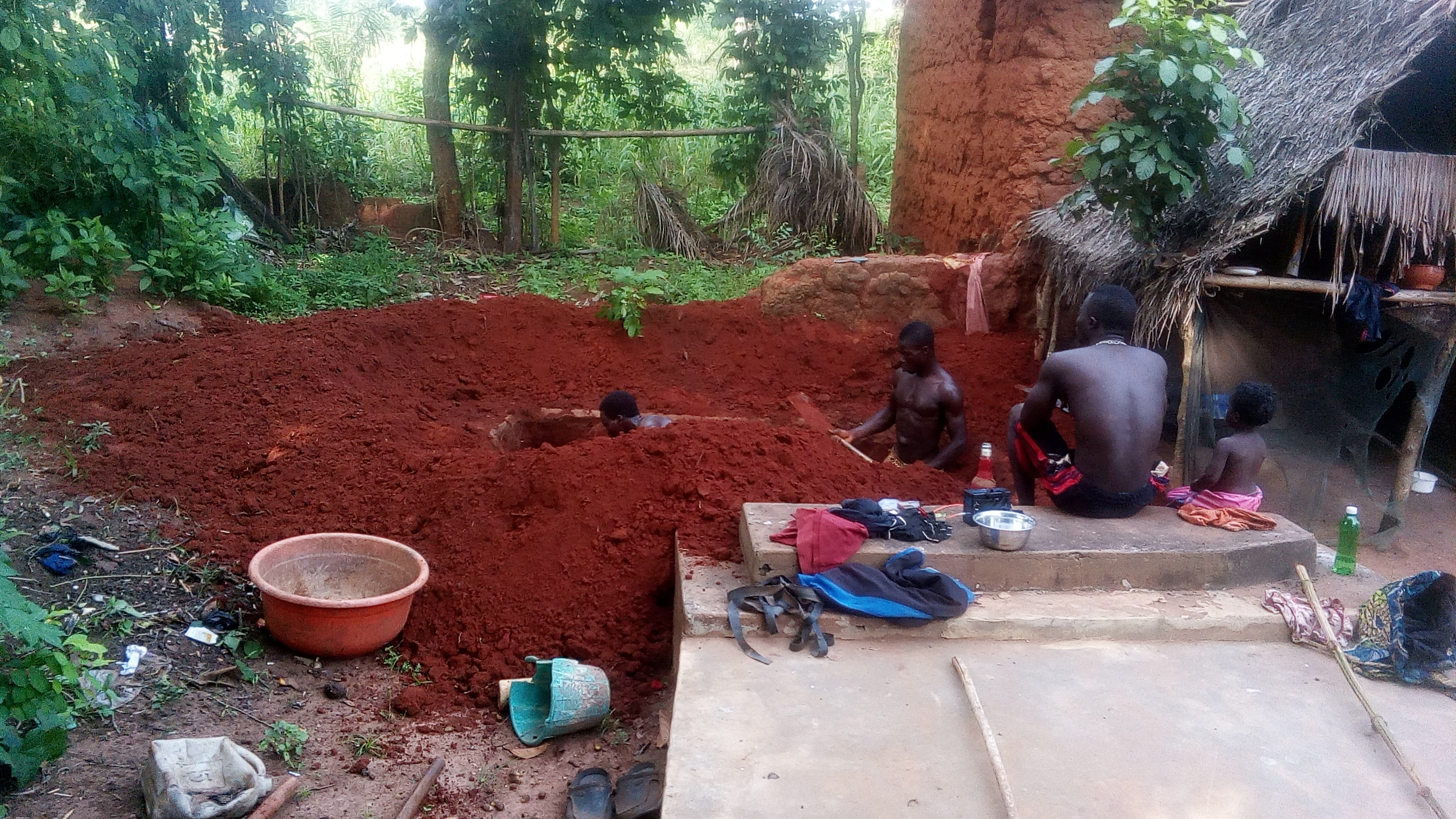
Pobreza en Benín

- Calidad de vida - bienestar social (ponderación de los parámetros 5 al 10 de 1/18).

1. Electricidad: sin acceso, o si el hogar no tiene electricidad
2. Saneamiento: sin acceso, o si el hogar no tiene un baño con condiciones suficientes o si su baño es compartido (según la definición MDG)
3. Agua potable: sin acceso, o si el hogar no tiene acceso a agua potable o el agua potable está a más de 30 minutos caminando desde el hogar (Definición MDG)
4. Suelo: sin acceso, o si el piso del hogar tiene suciedad, es de arena, tierra o estiércol
5. Combustible de hogar: sin acceso, o si se cocina con leña, carbón o estiércol
6. Bienes: sin acceso, o si el hogar no tiene más de uno de los siguientes bienes: radio, televisión, teléfono, bicicleta o moto

Una persona se considera pobre si no tiene acceso en al menos 30 % de los indicadores ponderados. La intensidad de la pobreza indica la proporción de los indicadores a los que no se tiene acceso.

### Cálculo del IPM
El IPM se calcula del modo siguiente:
H: porcentaje de la población que son pobres según el IRM (incidencia de la riqueza).

A: promedio de intensidad de la pobreza -en % del IPM.

## IPM en países en desarrollo
Datos del año 2022:
| País                     | IPM   | Número de pobres por IPM (millones) | % de gente que son pobres IPM | % Intensidad de Pobreza IPM | % de gente que son pobres de ingresos ($1.25). |
| ------------------------ | ----- | ----------------------------------- | ----------------------------- | --------------------------- | ---------------------------------------------- |
| Albania                  | 0.076 | 0.030                               | 0.96                          | 38.10                       | 2.0                                            |
| Angola                   | 0.452 | 13.614                              | 77.35                         | 58.43                       | 54.3                                           |
| Armenia                  | 0.008 | 0.070                               | 2.25                          | 36.53                       | 10.6                                           |
| Azerbaiyán               | 0.021 | 0.461                               | 5.37                          | 38.61                       | 2.0                                            |
| Bangladés                | 0.291 | 91.166                              | 57.77                         | 50.43                       | 49.6                                           |
| Bielorrusia              | 0.000 | 0.002                               | 0.02                          | 35.12                       | 2.0                                            |
| Belice                   | 0.024 | 0.017                               | 5.57                          | 42.55                       | N/D                                            |
| Benín                    | 0.412 | 6.044                               | 71.95                         | 57.30                       | 47.3                                           |
| Birmania                 | 0.088 | 6.969                               | 14.19                         | 62.01                       | 17.9                                           |
| Bolivia                  | 0.175 | 3.446                               | 36.28                         | 48.28                       | 19.6                                           |
| Bosnia y Herzegovina     | 0.003 | 0.031                               | 0.81                          | 37.19                       | 2.0                                            |
| Brasil                   | 0.005 | 5.205                               | 3.52                          | 6.17                        | 2.8                                            |
| Burkina Faso             | 0.536 | 12.142                              | 82.60                         | 64.87                       | 56.5                                           |
| Burundi                  | 0.530 | 6.591                               | 84.50                         | 62.69                       | 81.3                                           |
| Camboya                  | 0.263 | 7.703                               | 53.87                         | 48.88                       | 40.2                                           |
| Camerún                  | 0.299 | 10.211                              | 54.61                         | 54.67                       | 32.8                                           |
| Chad                     | 0.344 | 6.667                               | 62.90                         | 54.72                       | 61.9                                           |
| China                    | 0.056 | 165.787                             | 12.47                         | 44.89                       | 15.9                                           |
| Colombia                 | 0.041 | 4.090                               | 9.21                          | 44.12                       | 16.0                                           |
| Comoras                  | 0.408 | 0.444                               | 73.93                         | 55.25                       | 46.1                                           |
| República del Congo      | 0.393 | 45.740                              | 73.18                         | 53.73                       | 59.2                                           |
| Costa de Marfil          | 0.320 | 10.484                              | 52.16                         | 61.39                       | 23.3                                           |
| Croacia                  | 0.007 | 0.070                               | 1.60                          | 41.56                       | 2.0                                            |
| Ecuador                  | 0.009 | 0.294                               | 2.21                          | 41.59                       | 4.7                                            |
| Egipto                   | 0.026 | 5.138                               | 6.41                          | 40.37                       | 2.0                                            |
| Emiratos Árabes Unidos   | 0.002 | 0.025                               | 0.57                          | 35.32                       | N/D                                            |
| Eslovaquia               | 0.000 | 0.000                               | 0.00                          | 0.00                        | 2.0                                            |
| Eslovenia                | 0.000 | 0.000                               | 0.00                          | 0.00                        | 2.0                                            |
| Estonia                  | 0.026 | 0.094                               | 7.22                          | 36.54                       | 2.0                                            |
| Etiopía                  | 0.582 | 70.709                              | 89.96                         | 64.74                       | 39.0                                           |
| Gabón                    | 0.161 | 0.495                               | 35.39                         | 45.47                       | 4.8                                            |
| Gambia                   | 0.324 | 0.967                               | 60.42                         | 53.56                       | 34.3                                           |
| Georgia                  | 0.003 | 0.035                               | 0.80                          | 35.21                       | 13.4                                           |
| Ghana                    | 0.140 | 6.894                               | 30.11                         | 46.40                       | 30.0                                           |
| Guatemala                | 0.127 | 3.466                               | 25.86                         | 49.11                       | 11.7                                           |
| Guinea                   | 0.505 | 7.906                               | 82.35                         | 61.28                       | 70.1                                           |
| Guyana                   | 0.055 | 0.110                               | 13.77                         | 39.67                       | 7.7                                            |
| Haití                    | 0.306 | 5.556                               | 57.27                         | 53.34                       | 54.9                                           |
| Honduras                 | 0.160 | 2.349                               | 32.62                         | 48.91                       | 18.2                                           |
| Hungría                  | 0.003 | 0.076                               | 0.76                          | 38.89                       | 2.0                                            |
| India                    | 0.296 | 644.958                             | 55.38                         | 53.50                       | 41.6                                           |
| Indonesia                | 0.095 | 46.666                              | 20.77                         | 45.90                       | 7.5                                            |
| Irak                     | 0.059 | 4.203                               | 14.25                         | 41.27                       | N/D                                            |
| Jordania                 | 0.010 | 0.159                               | 2.70                          | 35.45                       | 2.0                                            |
| Kazajistán               | 0.002 | 0.090                               | 0.59                          | 36.90                       | 3.1                                            |
| Kenia                    | 0.302 | 22.835                              | 60.41                         | 50.01                       | 19.7                                           |
| Kirguistán               | 0.019 | 0.258                               | 4.86                          | 38.81                       | 21.8                                           |
| Laos                     | 0.267 | 2.882                               | 47.25                         | 56.50                       | 44.0                                           |
| Letonia                  | 0.001 | 0.007                               | 0.30                          | 46.67                       | 2.0                                            |
| Lesoto                   | 0.220 | 0.961                               | 48.07                         | 45.79                       | 43.4                                           |
| Liberia                  | 0.484 | 3.022                               | 83.94                         | 57.65                       | 83.7                                           |
| Macedonia del Norte      | 0.008 | 0.038                               | 1.92                          | 40.87                       | 2.0                                            |
| Madagascar               | 0.413 | 13.114                              | 70.51                         | 58.54                       | 67.8                                           |
| Malaui                   | 0.384 | 10.406                              | 72.26                         | 53.19                       | 73.9                                           |
| Mali                     | 0.564 | 10.806                              | 87.14                         | 64.71                       | 51.4                                           |
| Mauritania               | 0.352 | 1.912                               | 61.68                         | 57.07                       | 21.2                                           |
| México                   | 0.015 | 4.278                               | 3.98                          | 38.86                       | 2.0                                            |
| Mongolia                 | 0.065 | 0.410                               | 15.76                         | 41.01                       | 22.4                                           |
| Montenegro               | 0.006 | 0.009                               | 1.53                          | 41.61                       | N/D                                            |
| Marruecos                | 0.139 | 8.892                               | 28.50                         | 48.83                       | 2.5                                            |
| Mozambique               | 0.481 | 17.475                              | 79.79                         | 60.25                       | 74.7                                           |
| Namibia                  | 0.187 | 0.832                               | 39.62                         | 47.19                       | 49.1                                           |
| Nepal                    | 0.350 | 18.322                              | 64.74                         | 54.05                       | 55.1                                           |
| Nicaragua                | 0.211 | 2.281                               | 40.73                         | 51.86                       | 15.8                                           |
| Níger                    | 0.642 | 13.070                              | 92.69                         | 69.31                       | 65.9                                           |
| Nigeria                  | 0.368 | 93.832                              | 63.53                         | 57.87                       | 64.4                                           |
| Pakistán                 | 0.275 | 88.276                              | 50.97                         | 54.03                       | 22.6                                           |
| Palestina                | 0.003 | 0.028                               | 0.69                          | 38.22                       | N/D                                            |
| Paraguay                 | 0.064 | 0.809                               | 13.26                         | 48.50                       | 6.5                                            |
| Perú                     | 0.005 | 5.645                               | 0.028                         | 33.09                       | 7.9                                            |
| Filipinas                | 0.067 | 11.158                              | 12.58                         | 53.45                       | 22.6                                           |
| Moldavia                 | 0.008 | 0.081                               | 2.19                          | 37.55                       | 8.1                                            |
| República Centroafricana | 0.512 | 3.716                               | 86.41                         | 59.29                       | 62.4                                           |
| República Checa          | 0.000 | 0.001                               | 0.01                          | 46.67                       | 2.0                                            |
| República Dominicana     | 0.048 | 1.083                               | 11.05                         | 43.28                       | 5.0                                            |
| Rusia                    | 0.005 | 1.795                               | 1.26                          | 38.85                       | 2.0                                            |
| Ruanda                   | 0.443 | 7.730                               | 81.36                         | 54.39                       | 76.6                                           |
| Santo Tomé y Príncipe    | 0.236 | 0.103                               | 51.62                         | 45.80                       | N/D                                            |
| Senegal                  | 0.384 | 7.964                               | 66.92                         | 57.40                       | 33.5                                           |
| Serbia                   | 0.003 | 0.081                               | 0.83                          | 40.03                       | N/D                                            |
| Sierra Leona             | 0.489 | 4.399                               | 81.47                         | 60.04                       | 53.4                                           |
| Somalia                  | 0.514 | 7.061                               | 81.16                         | 63.30                       | N/D                                            |
| Sudáfrica                | 0.014 | 1.510                               | 3.07                          | 46.70                       | 26.2                                           |
| Sri Lanka                | 0.021 | 1.061                               | 5.33                          | 38.67                       | 14.0                                           |
| Surinam                  | 0.044 | 0.037                               | 7.46                          | 58.82                       | 15.5                                           |
| Suazilandia              | 0.183 | 0.494                               | 41.13                         | 44.44                       | 62.9                                           |
| Siria                    | 0.021 | 1.134                               | 5.53                          | 37.52                       | N/D                                            |
| Tayikistán               | 0.068 | 1.145                               | 17.10                         | 40.03                       | 21.5                                           |
| Tanzania                 | 0.367 | 26.952                              | 65.26                         | 56.29                       | 88.5                                           |
| Tailandia                | 0.006 | 1.105                               | 1.65                          | 38.49                       | 2.0                                            |
| Togo                     | 0.284 | 3.418                               | 54.25                         | 52.43                       | 38.7                                           |
| Trinidad y Tobago        | 0.020 | 0.073                               | 5.62                          | 35.12                       | 4.2                                            |
| Túnez                    | 0.010 | 0.285                               | 2.82                          | 37.13                       | 2.6                                            |
| Turquía                  | 0.039 | 6.183                               | 8.47                          | 45.93                       | 2.7                                            |
| Ucrania                  | 0.008 | 1.014                               | 2.19                          | 35.74                       | 2.0                                            |
| Uruguay                  | 0.006 | 0.056                               | 1.68                          | 34.71                       | 2.0                                            |
| Uzbekistán               | 0.008 | 0.625                               | 2.32                          | 36.21                       | 46.3                                           |
| Vietnam                  | 0.075 | 12.313                              | 14.30                         | 52.50                       | 21.5                                           |
| Yemen                    | 0.283 | 11.710                              | 52.51                         | 53.94                       | 17.5                                           |
| Yibuti                   | 0.139 | 0.235                               | 29.32                         | 47.25                       | 18.8                                           |
| Zambia                   | 0.325 | 7.830                               | 63.66                         | 51.10                       | 64.3                                           |
| Zimbabue                 | 0.174 | 4.769                               | 38.46                         | 45.22                       | N/D                                            |

## Otros indicadores de pobreza, desarrollo, bienestar y renta
Además del «índice de desarrollo humano» y del «índice de pobreza multidimensional», existen otros índices:
Desarrollo y pobreza
- IDG (índice de desarrollo humano relativo al género), elaborado a partir de 1996.
- IPG (índice de potenciación de género), elaborado a partir de 1996.
- Índice de privación material o indicador de privación material, aplicado en Gran Bretaña en 2010, que incluye el cálculo de pobreza en el ingreso y el cálculo de la privación material; mejora el propuesto SPM (cálculo complementario de pobreza) de Estados Unidos correspondiente a 2011.[7]

Bienestar y renta de un país
Entre los indicadores más idóneos para medir el bienestar de un país se encuentra el IDH (índice de desarrollo humano):
- IDH (índice de desarrollo humano) del (PNUD - Naciones Unidas).
- IBES (índice de bienestar económico sostenible), basado en las ideas presentadas por W. Nordhaus y James Tobin en su Measure of economic welfare; el término fue acuñado en 1989 por Herman Daly y John Cobb).
- IPR (índice de progreso real) o IPG (índice de progreso genuino): similar al IBES, pero incluye más variables.[9]
- IFSS (índice Forham de salud social): mide 16 indicadores, incluida la tasa de mortalidad, el abuso y pobreza infantil, el suicidio, el consumo de drogas, el abandono escolar, las ganancias medias, el desempleo, la cobertura sanitaria, la pobreza en ancianos, la cantidad de homicidios, la vivienda y la desigualdad social.[10][8][11]
- IBE (índice de bienestar económico): considera el índice de ahorro de las familias y la acumulación de capital tangible, como el valor de la vivienda, que mide la sensación de seguridad futura.[8][12]